# Dar Młodzieży

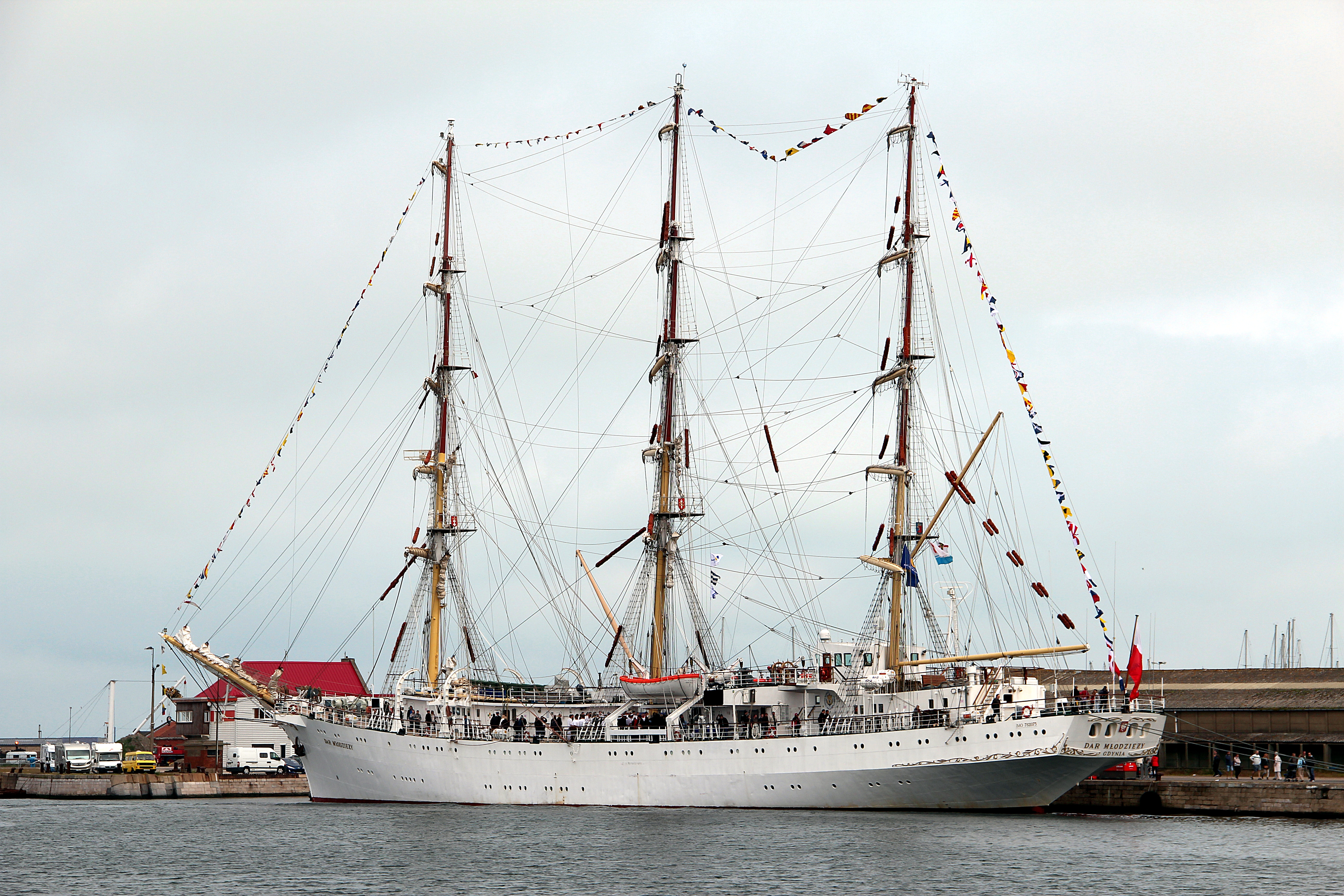
Dunkierka (2013)

Dar Młodzieży – trzymasztowy polski żaglowiec szkolny (fregata) typu B-95, Uniwersytetu Morskiego w Gdyni, następca „Lwowa” i „Daru Pomorza”.

## Budowa
Po dyskusjach w drugiej połowie lat 70. uznano, że Polskiej Marynarce Handlowej potrzebny jest nowy, trzeci w historii żaglowiec szkolny, po „Lwowie” i „Darze Pomorza”, który dobiegał do kresu eksploatacji. Oficjalny apel w sprawie zbiórki pieniędzy na budowę następcy „Daru Pomorza” wystosowała gdańska młodzież w czerwcu 1978 roku. Komendant „Daru Pomorza” Tadeusz Olechnowicz promował tę ideę w kraju i na świecie zbierając dewizy i oferty darów rzeczowych. Szczególnie owocne były wizyty „Daru Pomorza” w amerykańskich portach Filadelfia i Savannah oraz w Sztokholmie w 1979 roku.
Głównym konstruktorem nowego żaglowca został inżynier Zygmunt Choreń. Doradzali mu kapitanowie „Daru Pomorza”: Tadeusz Olechnowicz i Kazimierz Jurkiewicz. Kapitan Olechnowicz zaprotestował przeciwko pomysłowi – wzorem „Daru Pomorza” – stworzenia zbiorowych pomieszczeń mieszkalnych ze składanymi na dzień hamakami. Zamiast tego zaproponował kilkuosobowe kubryki ze stałymi kojami. Spór pod hasłem „hamaki czy koje” doprowadził do wprowadzenia koi. Nie udało się kpt. Olechnowiczowi przeforsować zmiany nazwy nowej fregaty na „Polska” lub „Dar Pomorza II”.  Społeczne składki nie były jednak wystarczające na pokrycie kosztów budowy. Koszt budowy miał wynosić 300 milionów zł, ostatecznie w 1982 roku podsumowano go na 541,3 mln zł (według cen z 1980) – równowartość ok. 4 mln dolarów USA.
Kadłub „Daru Młodzieży” został zwodowany w Stoczni Gdańskiej 12 listopada 1981 roku, a 13 grudnia 1981 roku wprowadzono stan wojenny. W odciętym od świata kraju, pogrążonym w ekonomicznym kryzysie, grupa entuzjastów podjęła starania o dokończenie przerwanej budowy i powstrzymanie prób sprzedaży statku zagranicznym armatorom. Celem kapitana Olechnowicza był udział prototypowego żaglowca w regatach Operation Sail 82 – w dziesiątą rocznicę zwycięstwa „Daru Pomorza” w Operation Sail 72. Po majowych próbach morskich 4 lipca 1982 roku, na „Darze Młodzieży” podniesiono biało-czerwoną banderę. Matką chrzestną została żona komendanta „Daru Pomorza” kpt.ż.w. Kazimierza Jurkiewicza – Helena Jurkiewicz.

## Służba
10 lipca 1982 roku „Dar Młodzieży” wypłynął w dziewiczy rejs pod dowództwem kpt. Olechnowicza. Po wielodniowych ćwiczeniach wystartował do regat z brytyjskiego Falmouth do Lizbony. Na Atlantyku nad ranem 27 lipca, załoga zauważyła czerwone rakiety wzywające pomocy. Wkrótce odnaleziono niemiecki jacht "Peter von Danzig", na którym jeden z żeglarzy doznał obrażeń w wyniku pożaru. Podjęto poparzonego na pokład „Daru Młodzieży”, gdzie opatrywał go lekarz okrętowy S. Baranowicz. Po zabraniu poszkodowanego przez helikopter do szpitala, „Dar Młodzieży” ze stratą ponad 4 godzin włączył się ponownie do wyścigu. Brawurowo finiszował i pierwszy przekroczył linię mety, wyprzedzając o 14 minut i 18 sekund niemiecki bark „Gorch Fock”. Tadeusz Olechnowicz i jego załoga otrzymali Nagrodę Fair Play Polskiego Komitetu Olimpijskiego w 1982 roku.
W lipcu 1983 roku „Dar Młodzieży” wyruszył w swój pierwszy rejs oceaniczny do Japonii na Osaka World Sail 83, z okazji 400-lecia istnienia zamku w Osace (pierwszy zlot żaglowców w Azji). Z kolei pierwszy raz w dziejach polskiego szkolnictwa morskiego studenci oprócz morskiej praktyki zaliczyli na żaglowcu cały semestr nauki ze wszystkimi egzaminami. Do żeglarskiej legendy przeszło wpłynięcie „Daru Młodzieży” do portu w Osace pod pełnymi żaglami w czasie parady w dniu 23 października 1983 roku. Najtrudniejszym momentem rejsu był upadek z masztu do wody jednego ze studentów. Udana akcja ratunkowa trwała 9 minut, przy prędkości „Daru Młodzieży” przekraczającej 10 węzłów. Kapitan Karol Olgierd Borchardt opisał to wydarzenie w poświęconym kpt. T. Olechnowiczowi opowiadaniu „Krótka koszulka” zamykającym tom "Kolebka nawigatorów".
Wkrótce po powrocie z Japonii w lutym 1984 roku, „Dar Młodzieży” wyruszył w marcu 1984 roku w kolejny oceaniczny rejs z nowym rocznikiem studentów. Tym razem celem był zlot żaglowców w Kanadzie dla uczczenia 450-lecia odkrywczej podróży Jacquesa Cartiera z francuskiego St. Malo do ujścia rzeki Św. Wawrzyńca. „Dar Młodzieży” zwyciężył w regatach z Hamilton na Bermudach do kanadyjskiego portu Halifax.
Kpt. T. Olechnowicz sprawdzoną fregatę z poprawionymi usterkami wychodzącymi w trakcie eksploatacji przekazał swoim współpracownikom we wrześniu 1984 roku.
W latach 1987–1988 pod dowództwem kpt.ż.w. Leszka Wiktorowicza okrążył Ziemię drogą wokół przylądka Horn.
W 1989 roku „Dar Młodzieży” zagrał epizodycznie w serialu Modrzejewska amerykański żaglowiec „George Washington”.
W latach 1991–1992 dowództwo objął ponownie kpt. T. Olechnowicz. W 1992 roku poprowadził „Dar Młodzieży” do USA na Grand Regatta Columbus 1992, zorganizowane dla uświetnienia 500-lecia odkrycia Ameryki. W regatach z Wysp Kanaryjskich do San Juan w Puerto Rico „Dar Młodzieży” zajął 3. miejsce wśród największych żaglowców świata. Komendant T. Olechnowicz otrzymał Wielką Nagrodę Honorową „Rejs Roku 1992” Głosu Wybrzeża.
„Dar Młodzieży” jest pierwszym wielkim żaglowcem oceanicznym polskiej budowy, jaki wyszedł poza Morze Bałtyckie, przeciął równik i opłynął świat.
Łącznie do końca roku 2006 „Dar Młodzieży” odbył 125 podróży szkoleniowych, odwiedzając 357 portów Europy, Azji, Australii i obu Ameryk, przepłynął ponad 388 tys. Mm. Przeszkolił 12 024 studentów morskich uczelni z Gdyni i Szczecina, średnich szkół morskich oraz zagranicznych uczelni morskich, m.in. Regional Maritime University w Akrze.
Brał udział w regatach Tall Ships' Races: 1982, 1984, 1986, 1995–1996, 2001–2009.
Na pokładzie „Daru Młodzieży” są organizowane Ogólnopolskie Rejsy Dziennikarzy (pierwsze odbyły się na innych jednostkach): V Kopenhaga, VI Visby (Gotlandia, Szwecja), VII Kilonia (Niemcy), VIII Malmö (Szwecja), IX Ryga (Łotwa), X Sztokholm (Szwecja), XI Tallinn (Estonia). XII rejs odbył się w dniach 16–24 czerwca 2009 na trasie Szczecin - Petersburg - Gdynia (było to pierwsze wejście „Daru” do Sankt Petersburga po przywróceniu jego historycznej nazwy; wcześniej był w Leningradzie), a celem rejsu XIV była ponownie Kopenhaga. W roku 2010 - Roku Chopinowskim - „Darem Młodzieży” popłynęła cała Narodowa Orkiestra Polskiego Radia w Katowicach. W maju 2012 r. dziennikarze popłynęli w XV Rejs do Oslo. W sierpniu 2013 na „Darze Młodzieży” popłynęła do Amsterdamu grupa polskich kardiochirurgów i kardiologów na Europejski Kongres Kardiologiczny, aby podziękować Holendrom za pomoc udzieloną polskim dzieciom z wadami serca. W roku 2014 w wyścigu Falmouth-Royal Greenwich Tall Ships Regatta zwyciężył pod dowództwem komendanta Rafała Szymańskiego.
Statek został uhonorowany tytułem Ambasador Szczecina.
4 lipca 2017 roku odbyła się uroczystość z okazji 35-lecia podniesienia na „Darze Młodzieży” biało-czerwonej bandery. Ogłoszono, że w 2018 roku żaglowiec popłynie dookoła świata dla uczczenia 100-lecia odzyskania przez Polskę niepodległości oraz odsłonięto tablicę pamiątkową ku czci kpt. T. Olechnowicza – współtwórcy i pierwszego komendanta „Daru Młodzieży”.

### Rejs dookoła świata (1987-1988)
Pierwszy rejs dookoła świata statku szkolnego „Dar Młodzieży”, połączony z udziałem w obchodach 200-lecia powstania Australii, rozpoczął się 3 września 1987 roku odcumowaniem od Nabrzeża Pomorskiego w Gdyni, a zakończył się w tym samym miejscu 1 czerwca 1988 roku. Komendantem „Daru Młodzieży” podczas całego rejsu był kpt. ż.w. Leszek Wiktorowicz.
„Dar Młodzieży” w rejsie dookoła świata w latach 1987-1988 opłynął świat trasą dookoła trzech przylądków: Przylądka Dobrej Nadziei (Republika Południowej Afryki), przylądka Leeuwin (Australia) i przylądka Horn (Chile), powszechnie uznawaną przez żeglarzy, ze względu na pogodę, jako najtrudniejszą wokół globu. 
6 marca 1988 o godzinie 7.15 czasu statkowego został opłynięty przylądek Horn z 163 członkami załogi na pokładzie.
Podczas podróży dookoła świata ustanowione zostały nawigacyjne rekordy m.in. 1 258,7 mil morskich największy dystans przebyty pod żaglami w ciągu 124 godz. za co „Dar Młodzieży” otrzymał nagrodę „Boston Teapot Trophy” 1988. Także podczas tego rejsu odbyło się 26 stycznia 1988 legendarne przejście „Daru Młodzieży” pod pełnymi żaglami pod mostem w Sydney.
| port                   | kraj            | data                            | wydarzenie                                         |
| ---------------------- | --------------- | ------------------------------- | -------------------------------------------------- |
| Gdynia                 | Polska          | 3 września 1987                 | uroczystości wyjścia                               |
| Portsmouth             | Wielka Brytania | 10-13 września                  |                                                    |
| Santa Cruz de Tenerife | Hiszpania       | 23-25 września                  |                                                    |
| Rio de Janeiro         | Brazylia        | 13-15 października              |                                                    |
| Port Luis              | Mauritius       | 18-20 listopada                 |                                                    |
| Fremantle              | Australia       | 8-12 grudnia                    | Tall Ships Australia                               |
| Adelaide               | Australia       | 22-26 grudnia                   | Tall Ships Australia                               |
| Melbourne              | Australia       | 31 grudnia 1987-5 stycznia 1988 | Tall Ships Australia                               |
| Hobart                 | Australia       | 10-14 stycznia                  | Regaty Hobart-Sydney w ramach Tall Ships Australia |
| Sydney                 | Australia       | 20-25 stycznia                  | Tall Ships Australia                               |
| Wellington             | Nowa Zelandia   | 6-11 lutego                     |                                                    |
| Buenos Aires           | Argentyna       | 23-26 marca                     |                                                    |
| Paranagua              | Brazylia        | 2-8 kwietnia                    |                                                    |
| Las Palmas             | Hiszpania       | 2-5 maja                        |                                                    |
| Rotterdam              | Holandia        | 18-21 maja                      |                                                    |
| Szczecin               | Polska          | 28-29 maja                      |                                                    |
| Gdynia                 | Polska          | 1 czerwca 1988                  | uroczystości wejścia                               |

### Rejs Niepodległości (2018)

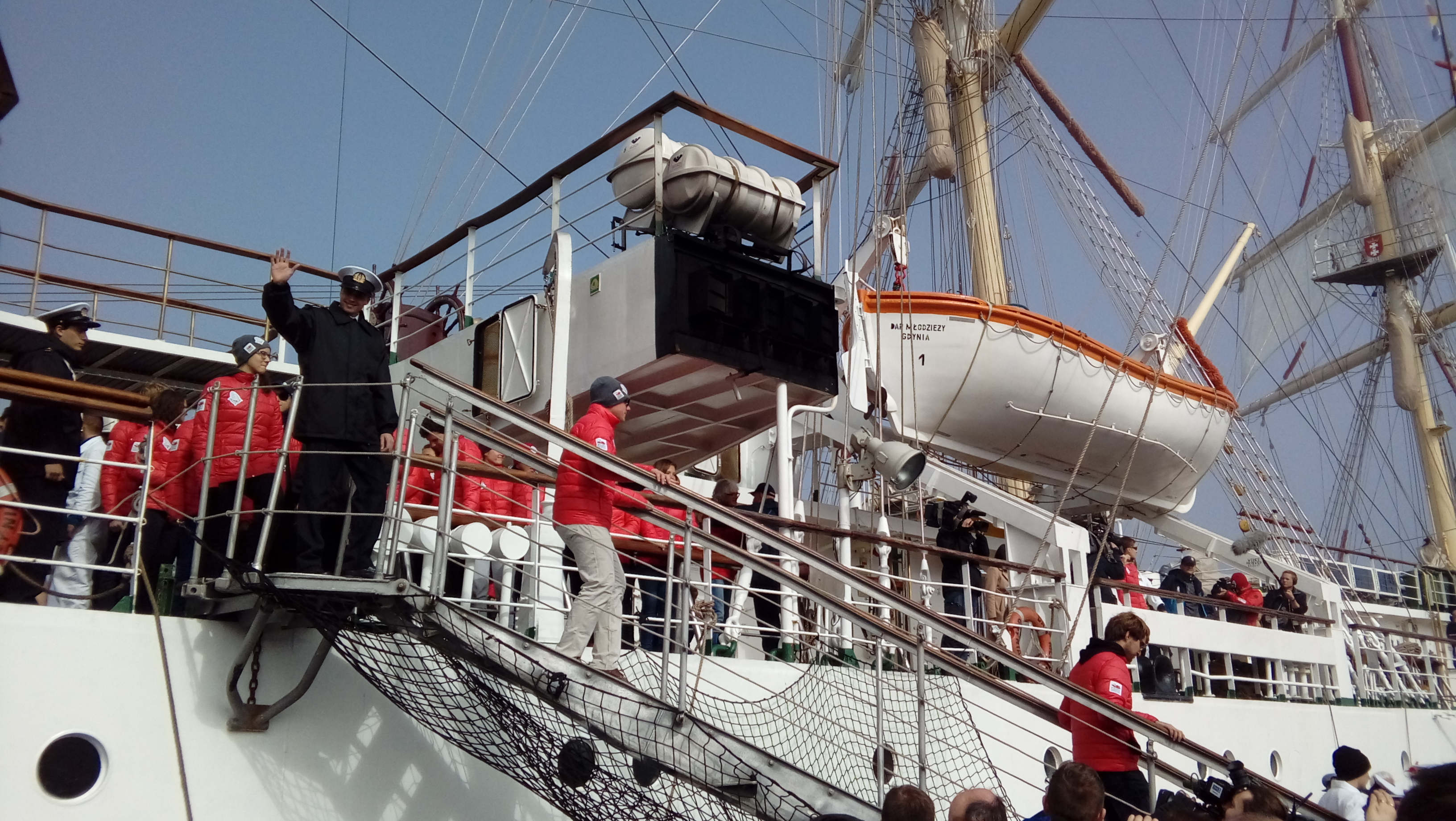
Dar Młodzieży w Gdyni, wracają uczestnicy Rejsu Niepodległości

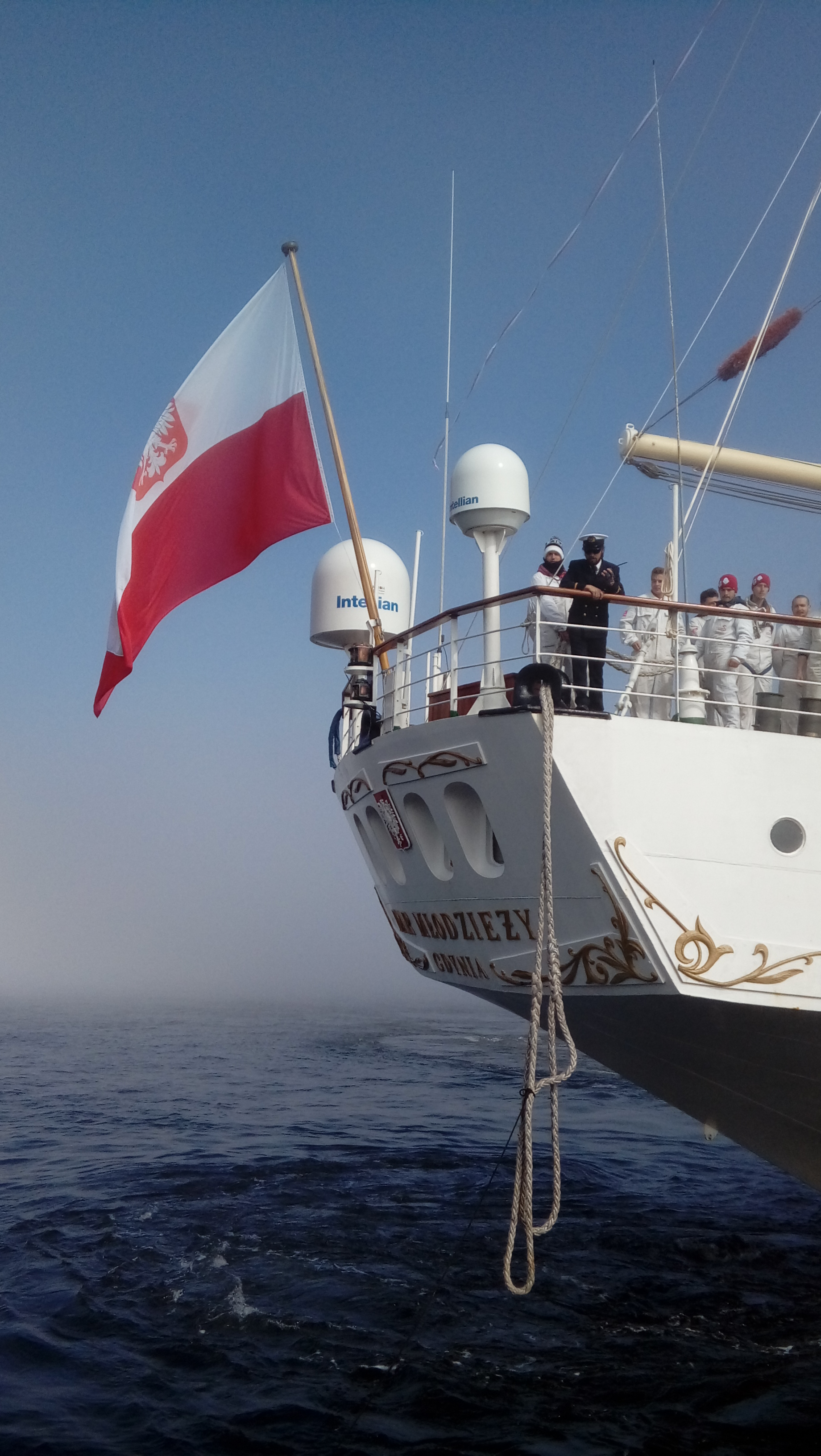
Dar Młodzieży podaje pierwszą cumę po wpłynięciu do portu w Gdyni, wracając z Rejsu Niepodległości

Z okazji 100. rocznicy odzyskania przez Polskę niepodległości zorganizowano specjalny rejs dookoła świata. Organizatorami rejsu były: Ministerstwo Gospodarki Morskiej i Żeglugi Śródlądowej, Uniwersytet Morski w Gdyni oraz Pallotyńska Fundacja Misyjna Salvatti. W rejsie wzięło udział 1000 młodych osób podzielonych na 6 zmian (studenci szkół morskich z Gdyni i Szczecina oraz laureaci konkursu). Żaglowiec wypłynął z portu w Gdyni 20 maja 2018. Planowano odwiedzenie 21 portów na 4 kontynentach – w 18 krajach. 28 marca 2019 roku o 11:20  "Dar Młodzieży"  zawinął do portu w Gdyni.
| port            | kraj              | data               | wydarzenie                          |
| --------------- | ----------------- | ------------------ | ----------------------------------- |
| Gdynia          | Polska            | 20 maja 2018       | uroczystości wyjścia                |
| Tallinn         | Estonia           | 24-26 maja         | Dzień polski                        |
| Kopenhaga       | Dania             | 30 maja-1 czerwca  |                                     |
| Stavanger       | Norwegia          | 4-6 czerwca        |                                     |
| Szczecin        | Polska            | 10-14 czerwca      | Dni Morza                           |
| Bremerhaven     | Niemcy            | 19-21 czerwca      |                                     |
| Bordeaux        | Francja           | 27-29 czerwca      |                                     |
| Teneryfa        | Hiszpania         | 10-12 lipca        |                                     |
| Dakar           | Senegal           | 18-20 lipca        |                                     |
| Kapsztad        | Południowa Afryka | 15-17 sierpnia     |                                     |
| Mauritius       | Mauritius         | 4-6 września       |                                     |
| Dżakarta        | Indonezja         | 2-5 października   |                                     |
| Singapur        | Singapur          | 9-12 października  |                                     |
| Hongkong        | Hongkong          | 26-29 października |                                     |
| Osaka           | Japonia           | 11-16 listopada    | Obchody 100 rocznicy niepodległości |
| San Francisco   | Stany Zjednoczone | 20-22 grudnia      |                                     |
| Los Angeles     | Stany Zjednoczone | 25-28 grudnia      |                                     |
| Acapulco        | Meksyk            | 9-11 stycznia 2019 |                                     |
| Panama          | Panama            | 22-28 stycznia     | ŚDM 2019                            |
| Kartagena       | Kolumbia          | 30-31 stycznia     |                                     |
| Fort Lauderdale | Stany Zjednoczone | 8-11 lutego        |                                     |
| Nassau          | Bahamy            | 12-15 lutego       |                                     |
| Ponta Delgada   | Portugalia        | 4-6 marca          |                                     |
| Londyn          | Wielka Brytania   | 17-20 marca        |                                     |
| Gdynia          | Polska            | 28 marca           | uroczystości wejścia                |

### Komendanci
Używanie tytułu komendanta, a nie kapitana jest tradycją pochodzącą z żaglowców Lwów i Dar Pomorza. Komendantami „Daru Młodzieży” byli (w kolejności alfabetycznej):
- kpt.ż.w. Zbigniew Burciu[24]
- kpt.ż.w. Stanisław Hinz[24]
- kpt.ż.w. Krzysztof Kocyba[25]
- kpt.ż.w. Artur Król[26] (od 2021)
- kpt.ż.w. Ireneusz Lewandowski[27][28]
- kpt.ż.w. Mirosław Łukawski[29]
- kpt.ż.w. Mieczysław Madziar[29]
- kpt.ż.w. Roman Marcinkowski[29]
- kpt.ż.w. Marek Marzec[27]
- kpt.ż.w. Marek Menke[30]
- kpt.ż.w. Tadeusz Olechnowicz (pierwszy komendant, przeszedł z Daru Pomorza)[27][31]
- kpt.ż.w. Mirosław Peszkowski[32]
- kpt.ż.w. Andrzej Rzyski[33] (tylko w okresie zimowym - bez pływania)
- kpt.ż.w. Waldemar Szczuka[potrzebny przypis]
- kpt.ż.w. Rafał Szymański[34] (2019-2021)
- kpt.ż.w. Marek Szymoński[35]
- kpt.ż.w. Henryk Śniegocki[36]
- kpt.ż.w. Leszek Wiktorowicz[29]

## Dane techniczne
Dane według strony internetowej UM w Gdyni:
- typ: fregata
- kraj: Polska
- armator: Uniwersytet Morski w Gdyni
- port macierzysty: Gdynia
- znak wywoławczy: SQLZ
- rok budowy: 1982
- budowniczy: Stocznia Gdańska (symbol budowy - B95/1)
- główny konstruktor: Zygmunt Choreń
- materiał konstrukcyjny: stal
- pojemność rejestrowa:
  - brutto: 2 255,0 BRT (6 755,93 m³)
  - netto: 676,0 NRT (950,04 m³)
- wyporność: 2 946 ton
- nośność przy zanurzeniu 6,6 m: 701 ton
- długość
  - po pokładzie: 94,2 m
  - z bukszprytem: 108,815 m
- szerokość: 14 m
- zanurzenie: 6,6 m
- wysokość
  - maksymalna: 50,1 m
  - do pokładu głównego: 7,81 m
  - do pokładu górnego: 10,05 m
  - masztów (3): 49,5 m; 49,5 m; 46,5 m
- powierzchnia żagli: 3 015 m²
- liczba żagli: 26 w tym: 14 rejowych, 1 gaflowy, 11 żagli trójkątnych (wraz z lataczem)
- silnik pomocniczy: 2 × 750 KM (2 × 552 kW), Cegielski-Sulzer(inne języki), Diesel typu 8 AL 20/24 napędzają przez przekładnię wspólną śrubę
- pędnik: pojedyncza śruba nastawna, ze specjalną nastawą do pływania pod żaglami
- ster strumieniowy (dziobowy) (od 2009 roku)
- osiągi:
  - pod żaglami:
    - największy dzienny przebieg: 264,7 Mm (średnia prędkość 11,29 węzłów)
    - największy przebieg na wachcie: 56,1 Mm (średnia prędkość 14,2 węzłów)
    - maksymalna prędkość chwilowa: 19,6 węzłów (2003 Morze Północne[potrzebny przypis])

  - prędkość na silniku:
    - maksymalna: 12 węzłów
    - ekonomiczna: 9 węzłów
- załoga: 196 osób
  - stała: 32 + 4 wykładowców
  - praktykanci: 130 + 6 (13 kubryków po 10 miejsc w kojach oraz 6 dodatkowych w hamakach)
- autonomiczność: 45 dni
  - prowiant dla 165 osób: 15 tygodni
  - paliwo do silnika głównego: 45 dni
  - woda pitna: 15 dni (urządzenie do odsalania może wyprodukować 18 ton słodkiej wody dziennie[37])
- pojemności zbiorników:
  - paliwa: 230 ton
  - oleju smarowego: 6 ton
  - wody słodkiej: 316 ton
  - wody kotłowej: 8,9 ton

Plany i modele fregaty opublikowano m.in. w czasopiśmie „Mały Modelarz”.

## Zdjęcia

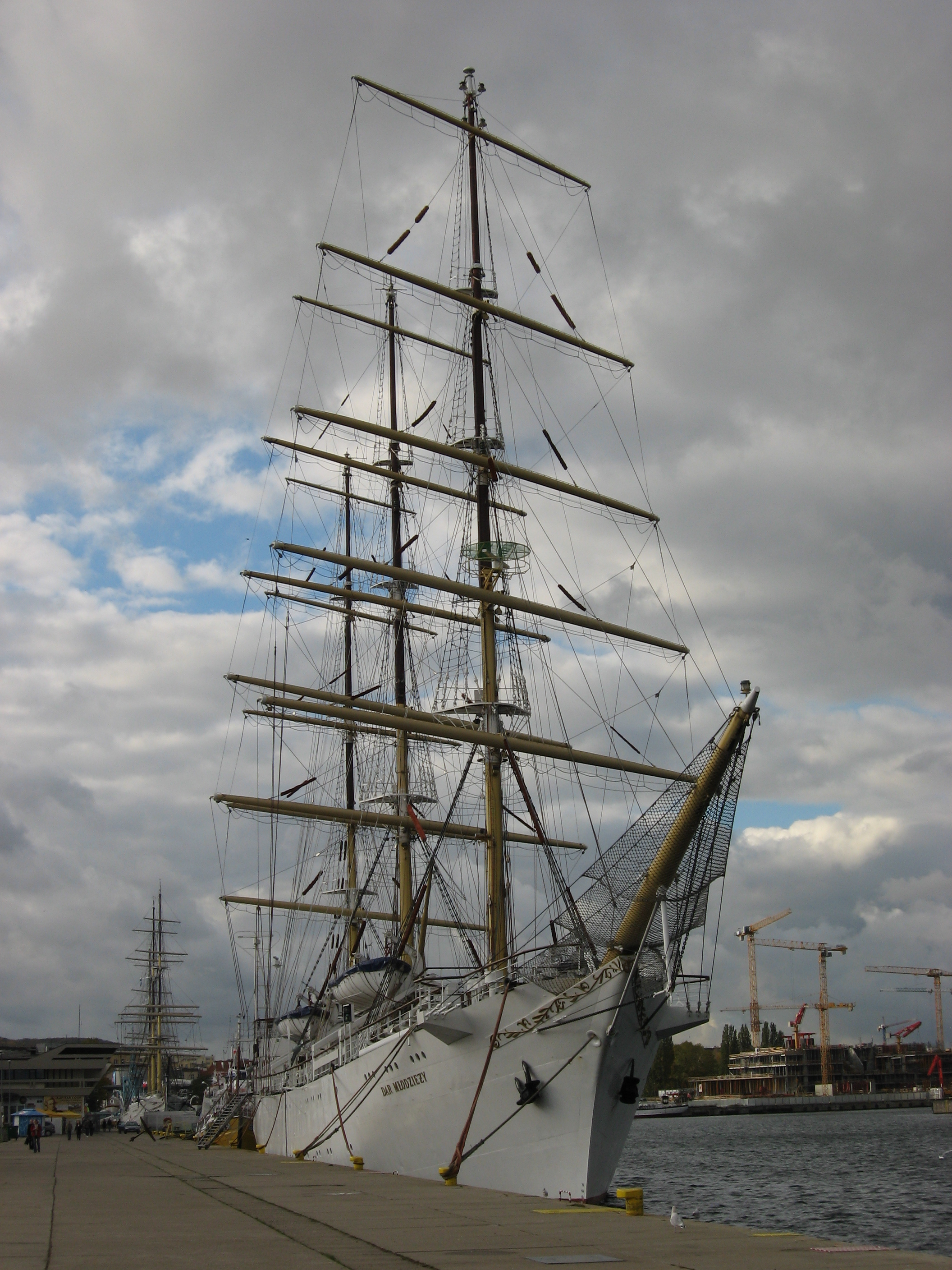
W gdyńskim porcie
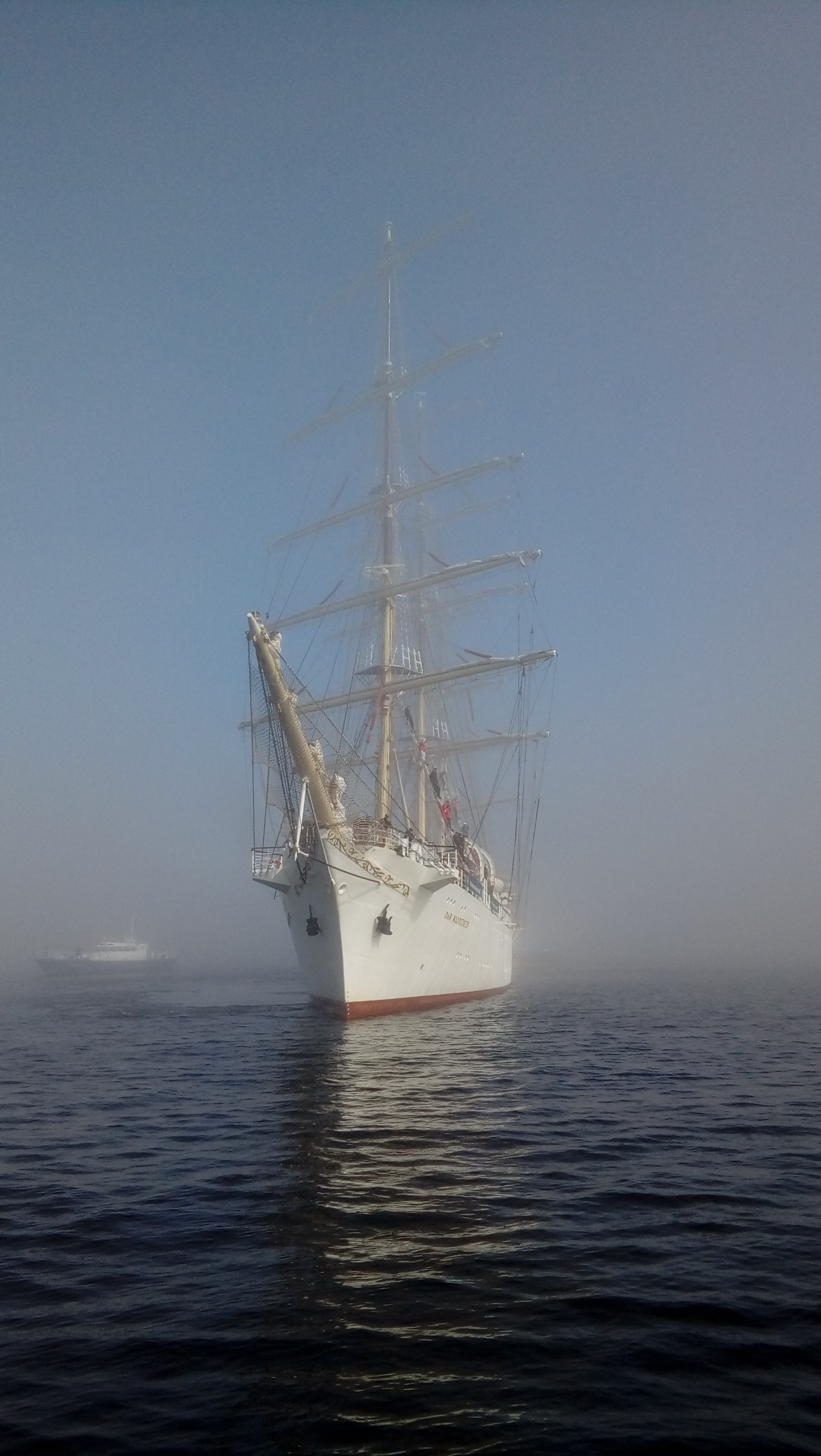
Dar Młodzieży wpływa do portu w Gdyni, wynurzając się z mgły, gdy wraca z Rejsu Niepodległości
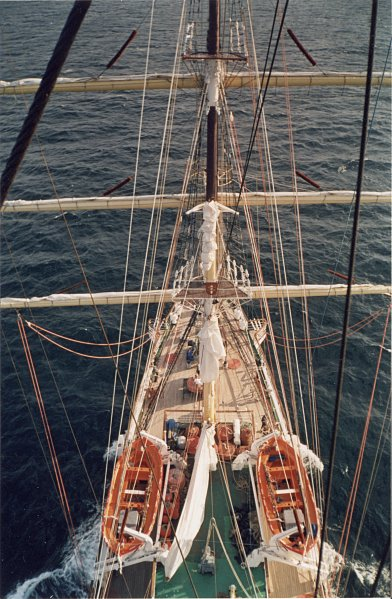
Rejs do Francji
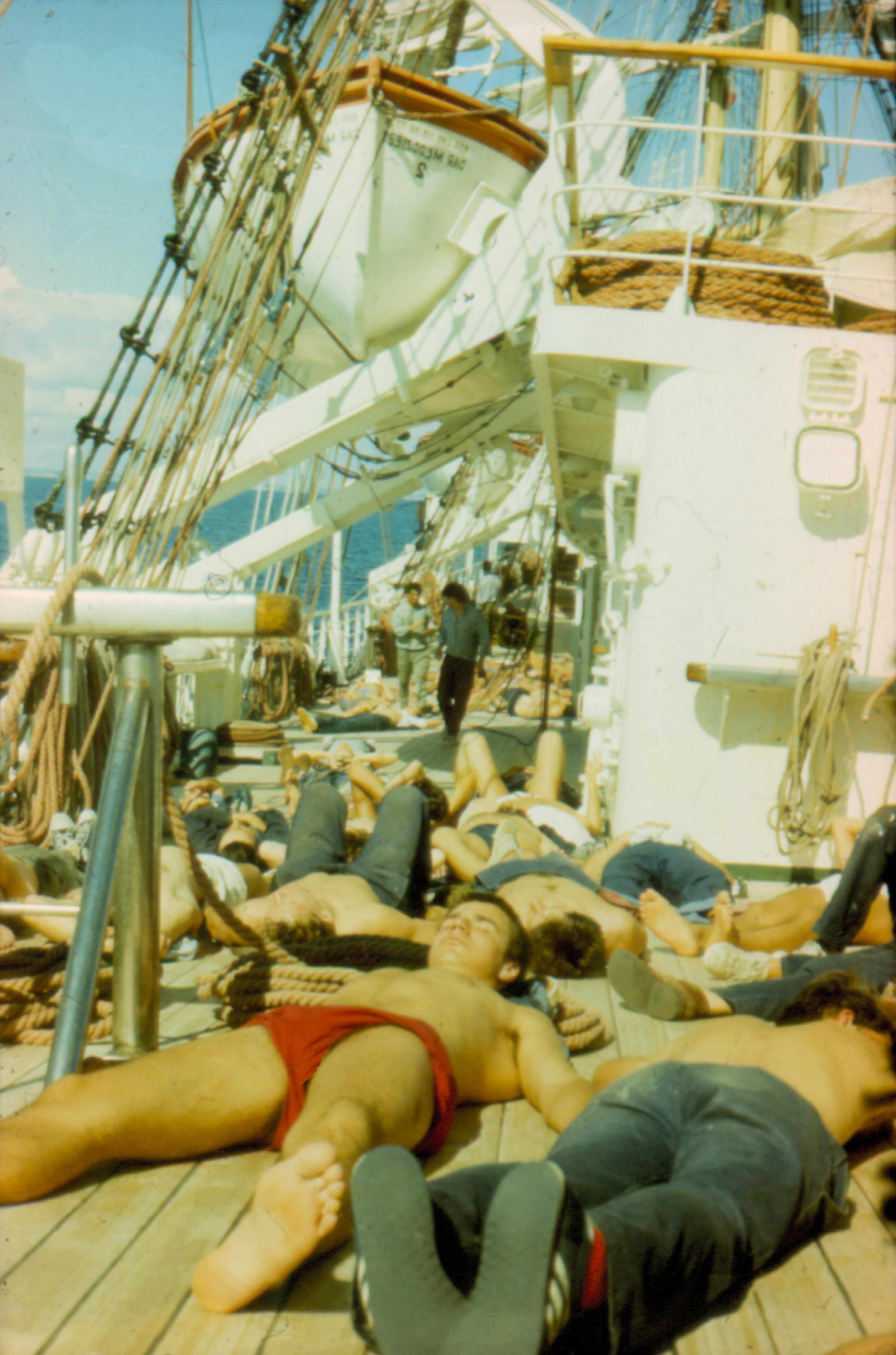
Praktykanci odpoczywają (lata 80)
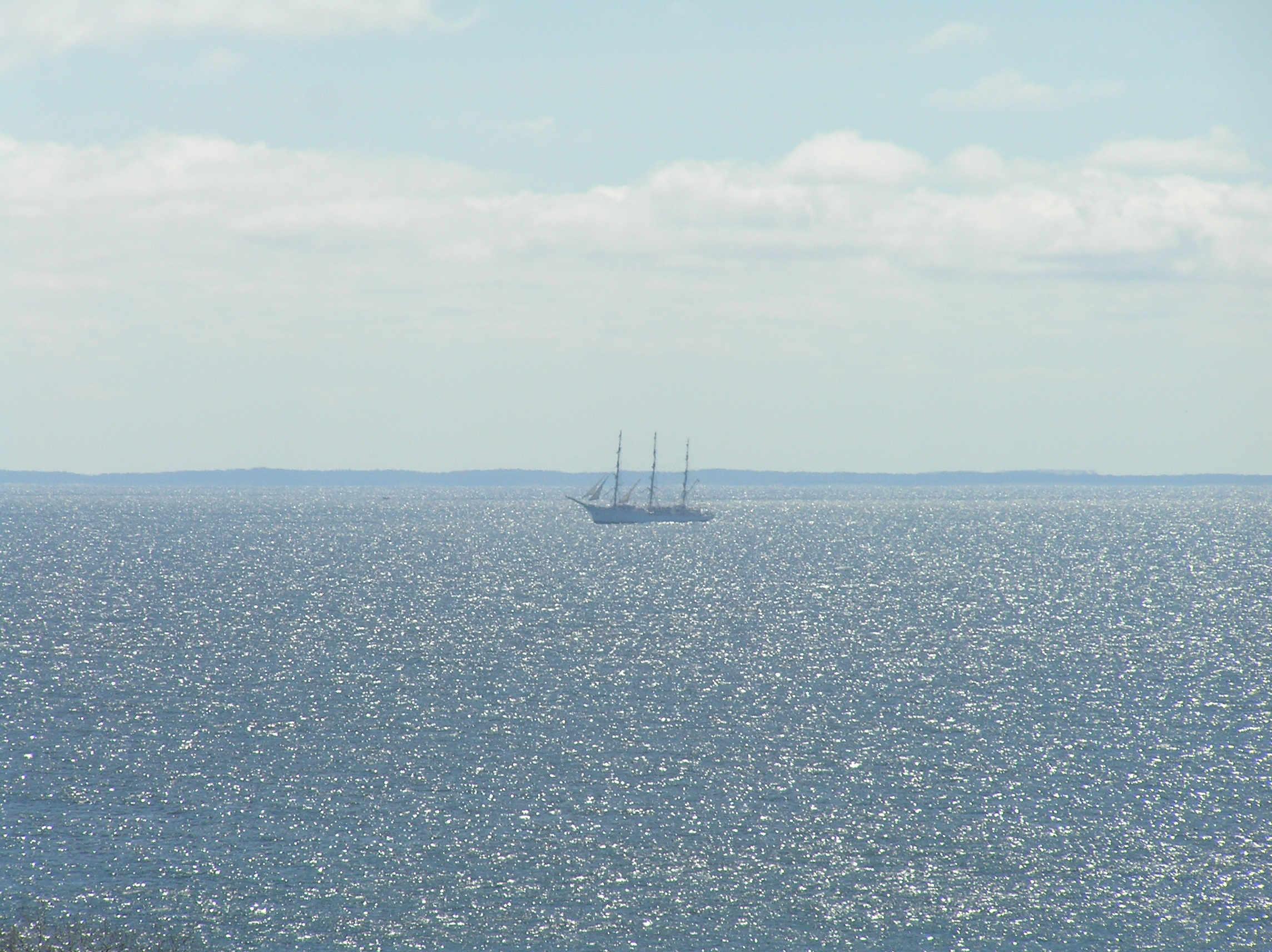
W Zatoce Gdańskiej
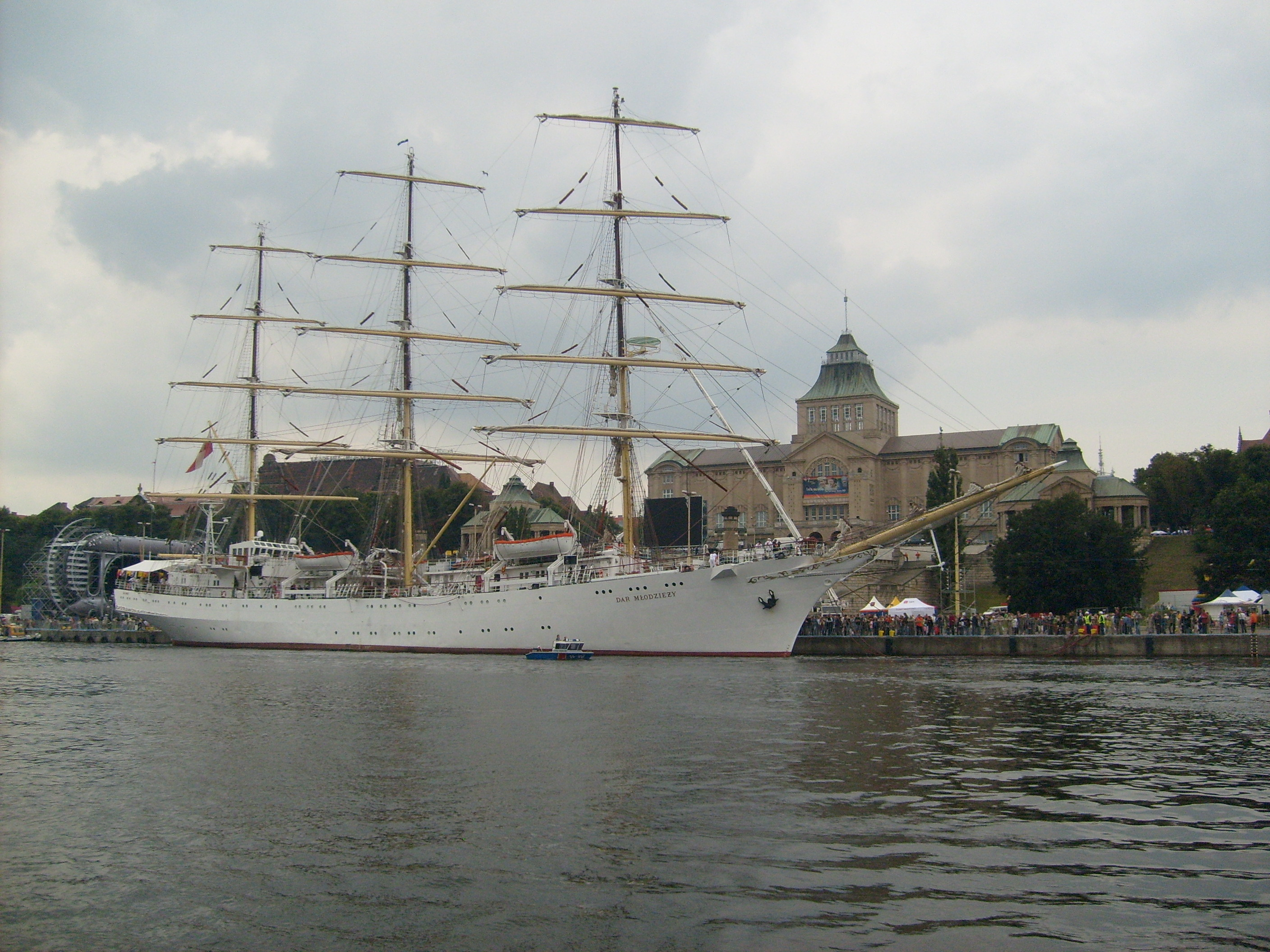
Podczas finału regat Tall Ships' Races w Szczecinie w 2007 roku
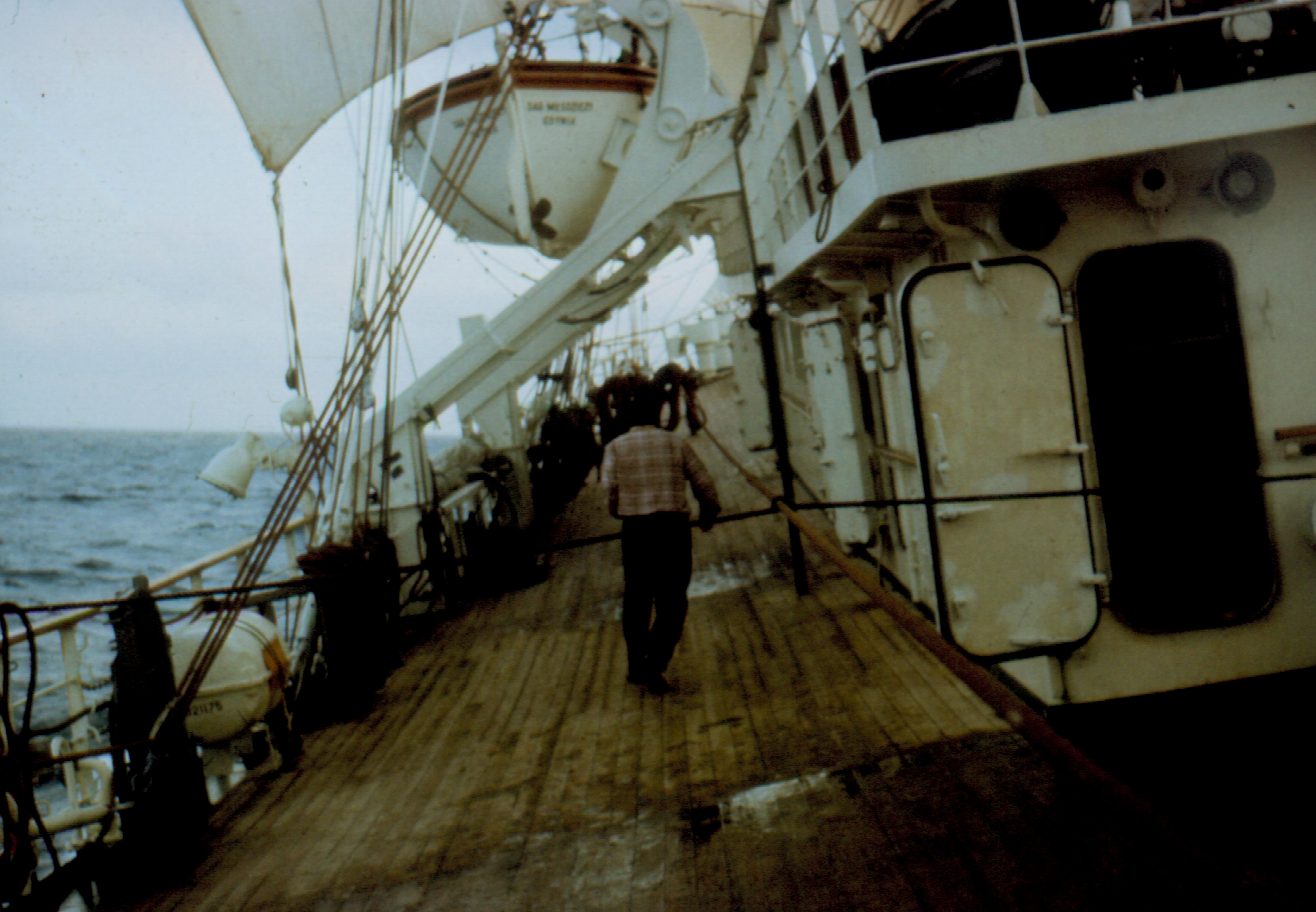
Żegluga w przechyle